# Раде Залад
Раде Залад (Панчево, 26. октобар 1956) бивши је југословенски и српски фудбалер, играо је на позицији голмана.

## Каријера
У млађим категоријама је играо за локално Јединство из Качарева. У ФК Партизан је дошао 1970. године када је имао само 14 година. Придружио се сениорском тиму Партизана 1978, за који је бранио све до 1984. године. Има освојен трофеј Првенства Југославије 1983. Након тога је играо за Будућност из Подгорице и Приштину у Првој лиги Југославије. У иностранству је успешно наступао за турске клубове Ескишехирспор, Бешикташ и Анкарагуџу.
После завршетка играчке каријере, радио је као тренер голмана. Од марта 2010. био је тренер голмана у фудбалској репрезентацији Србије, тада под вођством селектора Радомира Антића.
Дана 10. јануара 2013. потписао је уговор са ЦСКА из Софије и постао тренер голмана. У августу 2014. постао је тренер голмана Напретка из Крушевца у Суперлиги Србије.

## Занимљивости
Залад је пореклом из града Шипова у Републици Српској, БиХ. Навијачка група Гробари осликала је мурал са његовим ликом у улици Гаврила Принципа у Шипову.

## Успеси
- Првенство Југославије: 1983 (ФК Партизан)
- Куп Турске: 1989 (ФК Бешикташ)